# Camino Soria (canción)
«Camino Soria» es una canción del grupo español Gabinete Caligari, incluida en su álbum de estudio del mismo título.

## Descripción
Canción de amor, que en principio iba a llamarse Camino Cuenca, homenaje a las tierras castellanas y más concretamente a la ciudad de Soria (con referencias en su letra a los poetas que cantaron a esa ciudad, Gustavo Adolfo Bécquer y Antonio Machado), está dedicada a quien fuera pareja sentimental del solista Jaime Urrutia, Teresa Verdera, a la sazón hermana del bajista de Derribos Arias.
Ha sido considerada como una de las mejores canciones de la banda.
El tema ha sido clasificado por la revista Rolling Stone en el número 124 de las 200 mejores canciones del pop rock español, según el ranking publicado en 2010.
Fue número 1 de Los 40 Principales el 2 de abril de 1988.
El tema está además incluido en el álbum recopilatorio La culpa fue de Gabinete (2004). Jaime Urrutia además, incluyó el tema en su segundo proyecto al margen de la banda, el álbum titulado En Joy (2007) interpretándolo en colaboración con Eva Amaral.

## Versiones
En los años 80, el propio grupo hizo una adaptación de la letra a petición de la empresa ferroviaria FEVE. Cambiando así la palabra “Soria” por “Norte”, para dar a conocer el eslogan “No pierdas el Norte”.
En 2019 fue versionada por Diego Cantero, en el programa de La 1 de TVE La mejor canción jamás cantada.